# جیمز کلمنت
جیمز کلمنت (انگلیسی: James P. Clements؛ زادهٔ ۱۱ مارس ۱۹۶۴) سیاست‌مدار اهل ایالات متحده آمریکا است. وی پانزدهمین رییس دانشگاه کلمسون است.